# 中村一氏

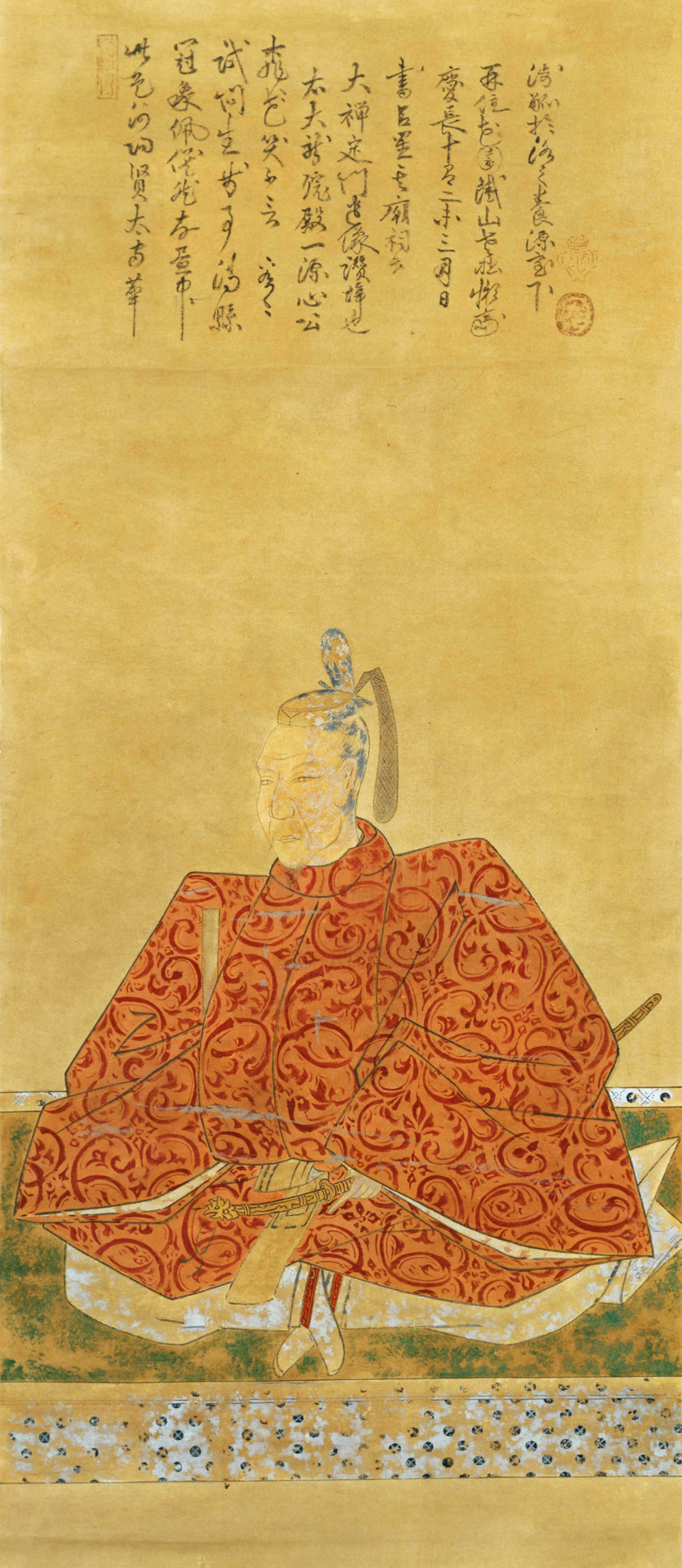
中村一氏像（東京大學史料編纂所藏）

中村一氏（日语：／ Nakamura Kazuuji，？—1600年8月25日）是安土桃山時代武將及大名，三中老之一，原名瀧孫平次。官位從五位下式部少輔。

## 經歷
生於近江甲賀郡，生年不明。1573年羽柴秀吉分封為長濱城城主後，成為了秀吉的部下，獲得為200石的領地。
1582年，在秀吉討伐明智光秀的山崎之戰中作為鐵砲隊的指揮立功，因此在1583年賤岳之戰後，被秀吉分封和泉國岸和田城3萬石城主，負責防備紀伊國的根來眾与雜賀眾。一氏也1584年1月以三千兵力防備試圖襲擊岸和田城的根來眾与雜賀眾，並與中村・泽・田中・積善寺・千石堀五城的紀伊勢力交戰，1月16日根來眾跟雜賀眾會五城城兵湊成8000人進攻岸和田城，中村一氏勉強在岸和田城集結6000人對抗、在近木川撃退紀州勢力。後來迎娶丈夫森長可戰死而守寡的池田氏。
1590年小田原征伐，中村一氏參加攻擊山中城。戰後被分封到駿河國駿府城14萬石。1598年任命為三中老之一。1600年參與關原之戰，所屬東軍，一氏在參戰前病逝，由其弟一榮代替指揮，由長男一忠繼承家督。但是在慶長14年（1609年）一忠却病死了，由于无嗣，结果最后被幕府改易。